# Limonoide

Struttura chimica della limonina

I limonoidi sono sostanze organiche naturali, presenti negli agrumi e altre piante delle famiglie delle Rutaceae e Meliaceae. 
Chimicamente i limonoidi derivano da un nucleo furanolattonico. La struttura di base è composta da vari anelli esatomici e un anello furanico. I limonoidi sono classificati come triterpeni altamente ossigenati, ovvero come triterpeni che hanno subito una forte degradazione ossidativa, chiamati tetranortriterpeni.
I semi degli agrumi contengono principalmente limonoidi quali la limonina, nomilina e l'acido nomilinico, mentre sia i semi che le foglie dell'albero di neem contengono azadiractina, anche se con concentrazione più elevata nei primi.